# Tavia
Tavia est l'abréviation de Taganrogskaïa Aviatsia (ou Taganrogskaya Aviatsya selon la transcription anglaise).
Usine aéronautique russe située à Taganrog à côté de Beriev Aircraft Company avec laquelle elle doit fusionner (octobre 2006).